# Вайтерсфельд
Вайтерсфельд (нем. Weitersfeld) — ярмарочная коммуна (нем. Marktgemeinde) в Австрии, в федеральной земле Нижняя Австрия. 
Входит в состав округа Хорн.  Население составляет 1670 человек (на 31 декабря 2005 года). Занимает площадь 87,2 км². Официальный код  —  31129.

## Политическая ситуация
Бургомистр коммуны — Вернер Нойберт (АНП) по результатам выборов 2005 года.
Совет представителей коммуны (нем. Gemeinderat) состоит из 19 мест.
- АНП занимает 17 мест.
- СДПА занимает 2 места.